# Football Club Rieti 1936
L'A.S.D. Football Club Rieti 1936, meglio nota come Rieti, è una società calcistica italiana con sede nella città di Rieti. Milita in Eccellenza, quinta serie del campionato italiano di calcio.
Nata nel 1936, ha assunto la denominazione di F.C. Rieti nel 1996, in seguito all'ultima rifondazione del club. I suoi principali successi sono stati il biennio giocato nella Serie B del Centrosud dal 1946 al 1948, la promozione in Serie C2 ottenuta nel 2005 e la promozione in Serie C ottenuta nel 2018.
Nel 2022 non si iscrive al campionato di Serie D causa problemi economici; nel 2023 l'A.S.D. Citta di Rieti, a sua volta derivata dalla S.P.E.S. Poggio Fidoni, tramuta il proprio nome in A.S.D. F.C. Rieti 1936 ASD, riprendendo arbitrariamente la tradizione storica della squadra.
I colori sociali sono l'amaranto e il celeste. Disputa gli incontri casalinghi allo stadio Centro d'Italia-Manlio Scopigno, ancor prima allo stadio di Viale Fassini.

## Storia

### Gli albori del calcio a Rieti
Prima del 1936, furono diverse le squadre di calcio che si succedettero a Rieti: tra di esse c'erano il Victoria Rieti e il Rieti Football Club. Il loro campo di gioco era inizialmente il largo in terra battuta all'esterno di Porta Cintia, per poi divenire il campo in carbonella di Molino della Salce.
I protagonisti di questa fase furono Italo Carotti, Nemesio Ferroni, Ottorino Rocchetti, Tommaso Tomassoni, Gigino Catini, il portiere "Fischittu" e altri.
Una svolta si ebbe nel 1927, con l'arrivo in città del grande stabilimento industriale della Supertessile voluto dal barone Alberto Fassini: insieme ad esso, infatti, venne creato anche il primo vero campo da calcio della città, lo stadio di viale Fassini, che prese il nome dello stesso industriale piemontese.

### Dalla fondazione alla Serie B (1936-1948)
La fondazione del primo vero club che rappresentasse la città avvenne solo nel 1936, anche in questo caso grazie alla presenza della Supertessile: in quell'anno, infatti, nacque ufficialmente il Gruppo Sportivo Supertessile Rieti, dalla fusione delle due formazioni preesistenti Victoria Rieti e Rieti Football Club.
Sotto la guida dell'allenatore Mario Magnozzi, (ex-giocatore di Serie A e della Nazionale di calcio dell'Italia), gli amarantocelesti della Supertessile arrivarono rapidamente al campionato di Serie C, per poi lasciarlo all'inizio della seconda guerra mondiale. Con Magnozzi iniziò un ciclo di indimenticate annate calcistiche.
Al termine della guerra il club venne rifondato: grazie al presidente Florido Floridi, il 17 gennaio 1945 nacque la Società Sportiva Vaccarezza Rieti. Il nome alla squadra venne dato in memoria di Bruno Vaccarezza, studente diciannovenne, caduto, insieme ad altre 12 vittime, nella rappresaglia nazista di Roccaranieri del 6 giugno 1944. Nel giro di appena un anno, il club venne ammesso d'ufficio alla Serie B Sud, dove rimase per due stagioni consecutive (1946-1947 e 1947-1948).

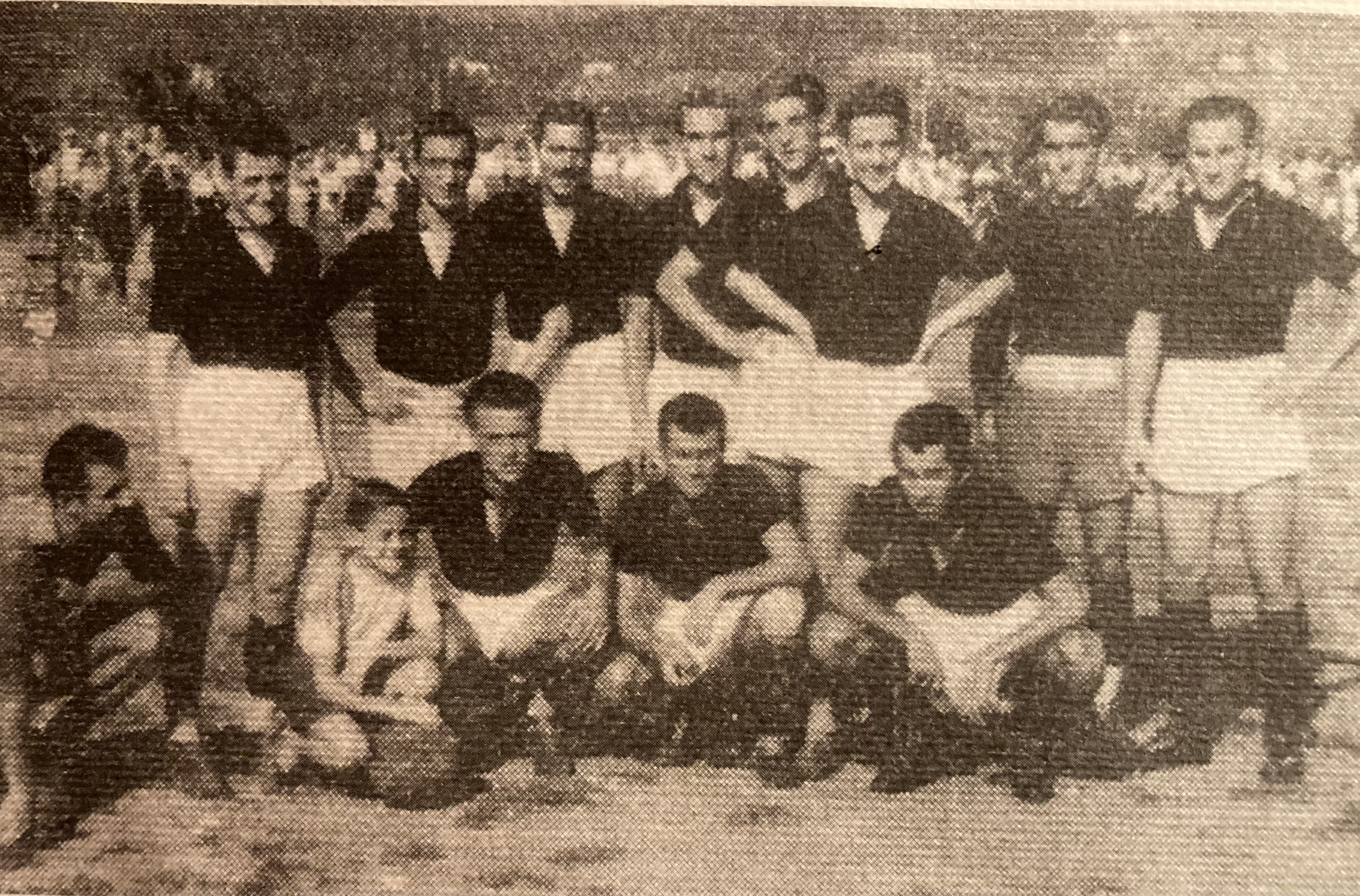
Una formazione della “Vaccarezza Rieti” di Serie B (1947-1948). In alto da sx in piedi, Clarichetti, Cecati, Bertoloni, M. Scopigno, Ricci, Ippoliti, Ermes Borsetti (allenatore), in ginocchio da sx, Bresciani, Pallavicini, Garrella, Leonzio.

Questo periodo viene ancor oggi ricordato da tutti i tifosi storici come il più glorioso nella storia del club, che vedeva il presidentissimo Floridi accompagnare il Rieti in scontri leggendari nel Fassini contro le corazzate del Centro-Sud, impianto che nell'unica tribuna a disposizione non riusciva nella maggior parte degli incontri a contenere tutto il pubblico (2000 spettatori al massimo).
In queste annate la formazione reatina si scontrò con società di rilievo del calcio italiano, come il Lecce, il Pescara, il Palermo, il Pisa, il Catanzaro e il Taranto (allora Arsenale Taranto), riuscendo talvolta anche ad avere la meglio.
La formazione amarantoceleste aveva come fulcro principale Manlio Scopigno, il longilineo bomber Luciano Rossi Levi e l'allenatore-giocatore Ermes Borsetti già campione d'Italia con la Roma nella stagione di Serie A 1941-1942.
Dopo un biennio, tuttavia, i soldi finirono e la società fallì.

### Dagli anni cinquanta agli anni novanta
Dopo il fallimento, la società cambiò nome in Società Sportiva Rieti e attraversò un periodo di forte crisi. Fu Sabatino Jacoboni a ricostruire la compagine: grazie allo spuntare dei primi grandi campioni reatini, come Attilio Galassini e Antonio Tomassoni, e a tanti altri giocatori di assoluto talento, il Rieti altalenava tra la Promozione Laziale e la IV Serie, ma furono le vicissitudini societarie a non permettere il tanto atteso ritorno tra i professionisti.
Agli inizi degli anni '60 l'avvento di Giovanni Fioravanti alla presidenza del club di piazza Vittorio Emanuele rinvigorì le speranze di promozione, deluse dalla sconfitta nello spareggio di Viterbo contro il Tivoli nel 1958. Successivamente, Fioravanti richiamò Ermes Borsetti, ex allenatore del Rieti ai tempi della Serie B e mise assieme una formazione composta principalmente dal capitano Brusadin, “Lillo” Galassini e il centravanti Cesare Jovino. Solo nel 1964, con il vittorioso spareggio contro il Formia di Amos Cardarelli i reatini tornarono in IV Serie dopo anni di purgatorio rimanendoci però appena tre anni di fila.
Per il ritorno in Serie D, si dovrà attendere la stagione di Promozione Lazio 1973-1974 e la presidenza dell'amatriciano Marino Camponeschi a cui seguirono stagioni di ottimo calcio, con allenatori come Roberto Melchiorri, Valentino Persenda e Marcello Alberici, insieme a giocatori talentuosi e carismatici quali Porzia, Rucci, Campidonico, Motti, Daldin, Passarani, Petrangeli e Del Pelo.

La formazione della stagione 1977-1978.

Successivamente, dopo la presidenza Mele seguirono ancora anni bui con stagioni altalenanti tra Promozione e Campionato Interregionale, fino alla vittoriosa stagione del campionato di Promozione 1978-1979 a cui seguì la promozione in Serie D: a conquistarla fu una squadra con Cerusico in panchina, Schifi, Cantera e Lelli alla presidenza, e Rocco Cignitti capitano insieme al redivivo uomo-simbolo Emidio Di Carmine (già compagno di Gigi Riva e di Manlio Scopigno ai tempi del Cagliari). Dopo tre anni, gli amarantocelesti retrocessero in Promozione rimanendoci per otto stagioni consecutive.
Fu solo nella stagione di Promozione Laziale 1988-1989 che il Rieti tornò nel Campionato Nazionale Dilettanti con Carlo De Angelis, che chiamato dal duo Chiani - Chiavolini, si affidò a una squadra capeggiata dal capitano Sergio Pirozzi, Ivano Zangrilli e da Gianni Bianchetti. Con la promozione, la società cambiò nome in Società Calcio Rieti, e venne avviata la realizzazione del nuovo stadio Centro d'Italia. Il Rieti partecipò per sei stagioni nella massima serie dilettantistica, per poi retrocedere in Eccellenza nel 1995.
Nel 1991 divenne presidente Gaetano Papalia, mentre nell'estate del 1996 la presidenza passò a Nunzio Rucci e la società cambiò nome in Football Club Rieti.
Il 1º giugno 1997, un incontro del Rieti con il Pomezia fu all'origine di uno degli episodi più clamorosi della storia delle scommesse in Italia: l'arbitro, su pressioni del presidente della Lega Nazionale Dilettanti, ritoccò il referto per falsare il gioco del Totogol. Il 29 giugno dello stesso anno, nella finale play-off di Castelvetrano, un gol di Massimo Gregori al 92' sancì il ritorno del calcio reatino nel Campionato Nazionale Dilettanti. Poi, con il passaggio di Alberto Gianni alla presidenza amarantoceleste, venne avviata una lungimirante politica di valorizzazione dei giovani.

### Gli anni duemila

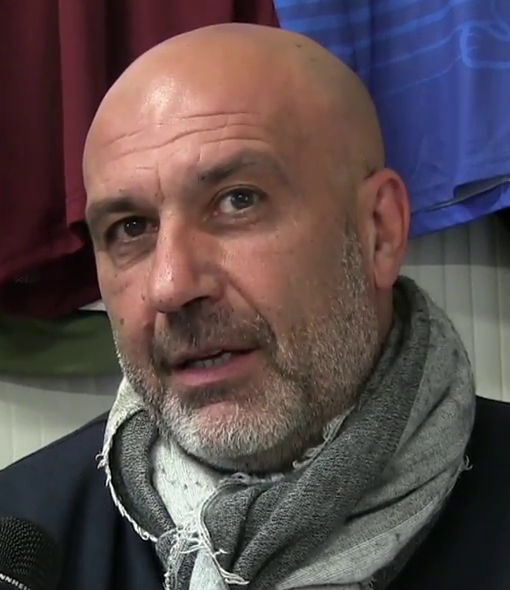
Sergio Pirozzi, ex capitano e allenatore del Rieti.

Nella stagione di Serie D 2004-2005 il Rieti conquista la promozione Serie C2 vincendo il campionato con una giornata di anticipo nell'ultima gara casalinga, nella quale pareggia 1-1 contro la Rondinella dinnanzi a oltre 2500 spettatori. La squadra era sotto la guida del presidente Stefano Palombi, dell'allenatore Sergio Pirozzi (che nel 2010 è stato all'Ascoli con la formazione Primavera), e del direttore sportivo Pierluigi Di Santo.
L'esordio tra i professionisti, nella stagione di Serie C2 2005-2006 vide schierata una squadra ricostruita quasi da zero con solo la conferma di alcuni giovani reduci dalla stagione precedente. Il girone, per gli amarantocelesti fu particolarmente ostico ma al termine del campionato la squadra conquistò la salvezza nel girone C del campionato di Serie C2 dopo i play-out vinti contro il Latina (0-0, 1-0 rete di Gentile) con una amplissima cornice di pubblico: circa 3500 spettatori paganti (5000 totali).
Nella stagione successiva in Serie C2, la società voltò pagina sciogliendo il rapporto con l'allenatore Sergio Pirozzi e con il direttore sportivo Di Santo, chiamando Giuseppe Ferazzoli in panchina e Roberto Ottaviani direttore sportivo. Durante la stagione, la squadra non riuscì a sbloccarsi e dopo una serie di sconfitte, Ferazzoli venne esonerato e sostituito da Roberto Borrello già in passato giocatore nella formazione reatina. Successivamente, dopo sedici partite, a tre giornate dalla fine, venne richiamato Ferazzoli, che giocò tre incontri di campionato più i play-out, persi sfortunatamente contro la Carrarese (0-1 a Rieti, 1-2 a Carrara, con le reti amarantocelesti di Cacciatore e Ippoliti) determinando la retrocessione del Rieti in Serie D.
La stagione di Serie D 2007-2008, iniziò prima con Luciano Marini in panchina, esonerato dopo quattordici giornate e sostituito dal tecnico siciliano Pietro Infantino ove al termine del campionato la squadra si salvò contro l'Arzachena all'ultima giornata.
Nella successiva stagione, la squadra reatina concluse il campionato all'ottavo posto con 57 punti mantenendo la categoria a soli tre punti dalla zona play-off, prima con Tonino Pezzotti esonerato alla prima di campionato e sostituito nuovamente da Pietro Infantino.
La stagione di Serie D 2009-2010 partì con grandi propositi, prima con la scelta di Marco Schenardi come allenatore, che però lascerà la squadra dopo pochi mesi per divergenze con la società, e poi l'alternata dai due allenatori (Mario Apuzzo e Pietro Mariani, quest'ultimo giunto in prima fase come collaboratore), fino al mese di marzo, quando viene scelto l'ex tecnico della Pistoiese, Salvatore Polverino, per cercare di ottenere una difficile salvezza, ma la stagione si concluse amaramente con la retrocessione in Eccellenza.

### Gli anni duemiladieci
Il campionato di Eccellenza Lazio 2010-2011, alla guida del tecnico Simone Onesti approdato alla prima squadra dal settore giovanile della società amarantoceleste portò il Rieti al quarto posto, vicino alla zona play-off.
Nell'estate del 2011, l'allora presidente Stefano Palombi ebbe l'intenzione di lasciare la società, ma l'arrivo di Alberto Gianni, già alla presidenza amarantoceleste dal 1997 al 2003, cambiò la situazione e il duo Palombi-Gianni promise la rinascita del calcio a Rieti. Nella stagione 2011-2012, con Fabrizio Paris come allenatore, dopo un avvio incerto e pieno di problematiche il Rieti riuscì ad arrivare fino in fondo, togliendosi anche delle grandi soddisfazioni. Nel corso della stagione, poco prima di Natale, c'è stato il rischio che tutto saltasse a causa di un paventato ridimensionamento del presidente Palombi (che aveva indotto i calciatori ad una sorta di ammutinamento che poi, alla fine, non c'è stato). Anzi, il braccio di ferro rinvigorì i ragazzi di Paris che nel giro di un mese dapprima conquistarono la Coppa Italia regionale, battendo in finale davanti ad oltre 6000 spettatori il Pisoniano per 2-1 con i gol di Ippoliti e Marcheggiani, e successivamente in campionato infilando una serie di risultati utili che hanno portato i reatini ad avere le giuste chance per la promozione, fallita per poco.
Chiuso il campionato, riemersero i soliti problemi con Palombi finché il 4 luglio 2012 una cordata imprenditoriale capeggiata da Riccardo Curci acquistò ufficialmente la società. Successivamente, avvenne anche la fusione con la seconda squadra di Rieti (Centro Italia Stella d'oro, anch'essa partecipante al campionato di Eccellenza Laziale).

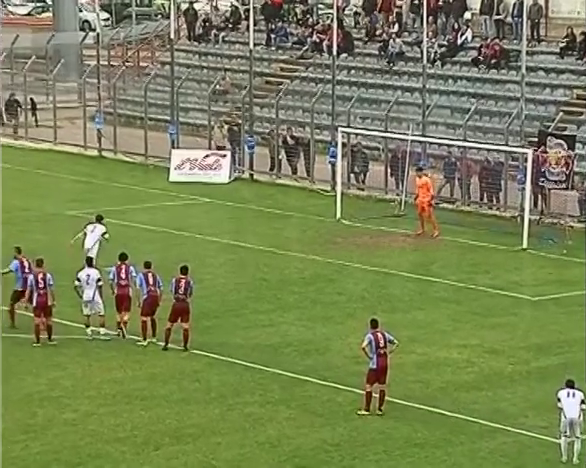
La finale dei play-off vinta in casa contro L'Aquila nel 2017.

Nella stagione di Eccellenza Lazio 2012-2013, il Rieti arrivò quarto inizialmente con Arturo Di Napoli in panchina, poi, dimessosi per divergenze con la società e per motivi familiari, e successivamente da Andrea Rogai.
Nell'estate 2013, Riccardo Curci lascia la presidenza a Franco Fedeli, pur rimanendo all'interno della società come vicepresidente, con Francenzo Punzi in panchina, il quale arriverà 2º nel girone A dell'Eccellenza Lazio, qualificandosi ai play-off nazionali e perdendo la finale contro il Castelfidardo.
Il 5 settembre 2014, gli amaranto-celesti vengono ripescati in Serie D a completamento organici al posto dell'Arezzo a sua volta ripescato in Lega Pro.
Nell'estate del 2015, il sodalizio ha tentato la fusione con la neopromossa Lupa Castelli Romani, che avrebbe comportato la partecipazione al campionato di Lega Pro, ma questa non si è concretizzata. Successivamente, l'ex patron Franco Fedeli, nel mese di agosto ha ceduto il 70% delle sue quote a Riccardo Curci, il quale trovandosi titolare dell'intero pacchetto azionario della società ne diventa nuovo presidente.
Nel corso della stagione di Serie D 2016-2017, il Rieti è in testa per buona parte del campionato, ma sul finire viene superato dall'Arzachena. Pur vincendo i play-off contro L’Aquila, il club non viene ammesso al ripescaggio per problemi economici (la trattativa per la ricerca di un socio fallisce, e il club non riesce a pagare alla Lega Calcio l'importo richiesto).
Nella stagione seguente, con il pareggio per 3-3 arrivato il 29 aprile 2018 contro l'Ostiamare, il Rieti vince il rispettivo girone di Serie D con una giornata d'anticipo, tornando in Serie C dopo 11 anni di assenza. A conquistare la promozione è la squadra guidata dal tecnico Carmine Parlato e trainata da Luigi Scotto, Francesco Marcheggiani, il capitano Fabrizio Tirelli, Matteo Dionisi e Simone Minincleri. Nel giugno dello stesso anno Curci riesce finalmente nella ricerca di un socio: l'85% delle quote del club vengono infatti acquistate dall'imprenditore greco Matthaios "Manthos" Poulinakis, ex presidente dell'OFI Creta; la presidenza è assunta inizialmente dal procuratore sportivo Gianluca Marini, che aveva mediato tra Curci e Poulinakis nelle trattative, e poi direttamente da Poulinakis.
Il Rieti si presenta al campionato con una squadra completamente rinnovata, composta da giocatori giovani e in gran parte stranieri; tuttavia, dopo una serie di sconfitte e una crescente contestazione da parte dei tifosi, Curci decide di riacquistare le quote di Poulinakis, tornando presidente e unico proprietario del Rieti.
Nella stagione successiva, Curci decide di cedere la società alla società Italdiesel, riprendendola tuttavia il 19 novembre 2019, dopo varie inadempienze della nuova cordata e la partita persa per 3-0 a tavolino in casa contro la Reggina. La squadra, essendo ultima in classifica al momento della sospensione del campionato causa pandemia di COVID-19 anche in seguito ai punti di penalizzazione derivanti dal mancato pagamento degli stipendi di ottobre oltre che da quanto avvenuto contro i calabresi, retrocede mestamente in Serie D dopo appena due anni dal ritorno tra i professionisti.

### La fine della presidenza Curci e l’inizio dell’era Ferretti
Nel luglio 2021, al termine di un campionato in cui i reatini hanno dapprima sognato il ritorno immediato in Serie C, dovendosi però accontentare di una salvezza per via di un rendimento molto altalenante (viene anche esonerato l’allenatore Stefano Campolo, sostituito da Raffaele Battisti) nonostante le conferme di calciatori come Marchi e Tirelli e i ritorni di Brumat e Tommasone, la società viene ceduta nella totalità delle sue quote da Riccardo Curci a Mauro Ferretti, ex patron di Arezzo e Livorno. 
Il programma della nuova proprietà prevede un progetto ambizioso, con un duplice obiettivo: riportare gli amarantocelesti tra i professionisti e rilanciare il settore giovanile; quest'ultimo viene riformato e la prima squadra viene affidata all’ex Viterbese Alessandro Boccolini. Sul mercato, vengono ingaggiati calciatori del calibro di Francesco Marcheggiani, Simone Palermo, Danilo Scibilia, Leandro Campagna e Luiz Scalon, oltre alle conferme di Marchi, Tirelli, Tiraferri, Esposito, Galvanio e Zona. Molti di questi giocatori si trasferiscono a stagione in corso, e i risultati sono altalenanti.
La squadra ottiene la salvezza al termine della stagione 2021-2022, vincendo la finale play-out contro il Foligno, ma la società versando in una situazione molto precaria non si iscrive al successivo campionato di Serie D sciogliendosi in maniera definitiva.

### Anni duemilaventi: lo scioglimento e l'eredità contesa
A seguito dello scioglimento del Football Club Rieti, nella stagione 2022-2023, vengono fondate due società distinte che rivendicano l'eredità lasciata dal vecchio sodalizio: l'Associazione Sportiva Dilettantistica Città di Rieti 1936, che rileva il titolo della Spes Poggio Fidoni partecipando al campionato di Prima Categoria, e la Nuova Rieti Calcio fondata dall'attaccante reatino Federico Dionisi, iscritta nella Terza Categoria di Rieti e sostenuta dal Commando Ultrà (a dispetto della prima, osteggiata per via della sua proprietà).
Mentre il primo sodalizio non riesce a vincere il proprio girone, concluso al secondo posto alle spalle del Monterotondo per 73 punti a 74 (fatale l'aver ceduto negli scontri diretti), e cade nella finale di Coppa Lazio a Capena contro il San Cesareo (0-1), la Nuova Rieti vince agevolmente il campionato di Terza con 77 punti, 16 in più del Borgorose (unica squadra che riesce a batterla), e con 104 gol segnati.

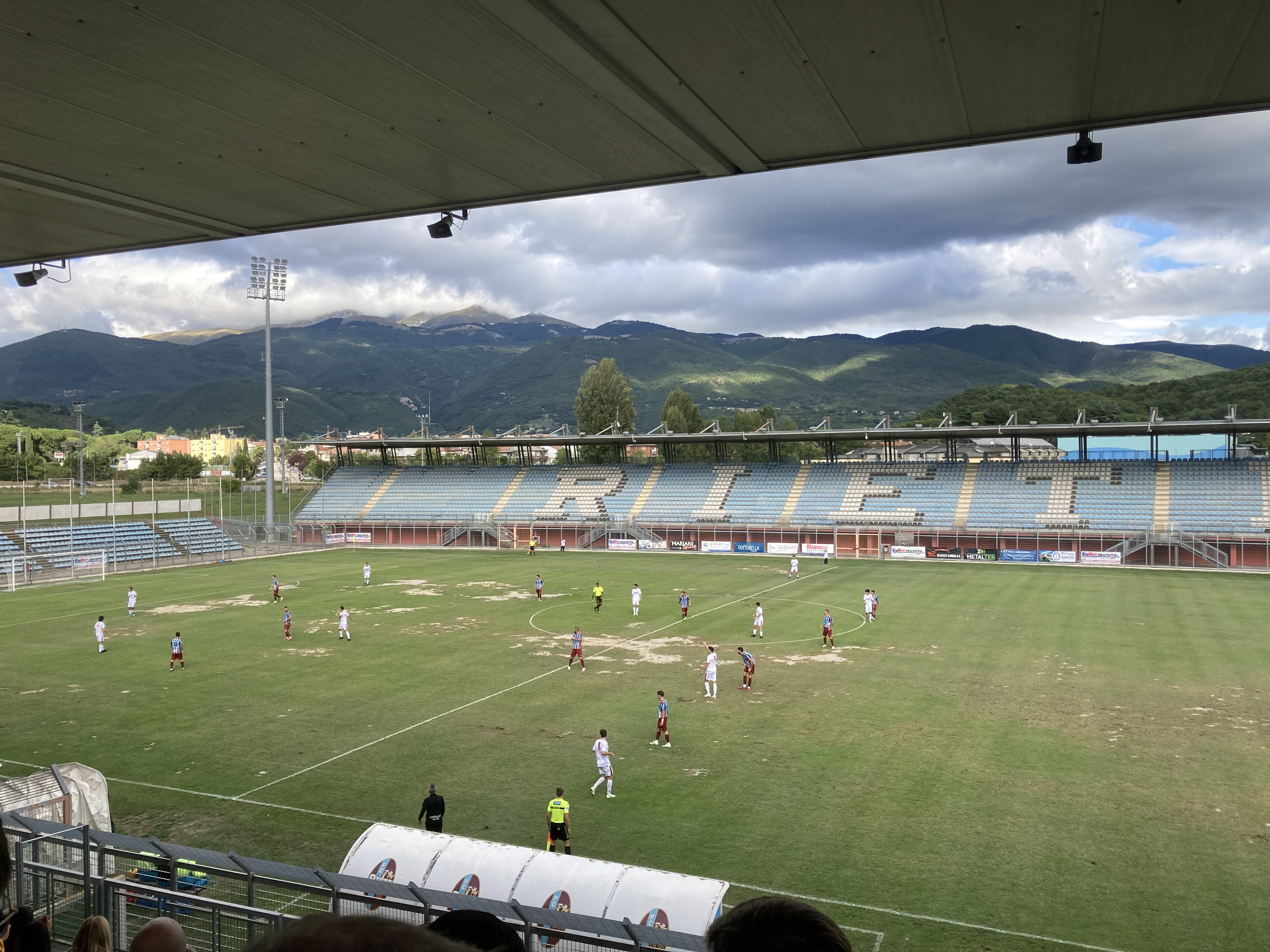
Partita tra F.C. Rieti e Cantalice, campionato di Promozione 2023-2024

Per la stagione 2023-2024 si spostano gli equilibri: la Nuova Rieti Calcio si fonde con l'Amatrice (fresco della vittoria del campionato di Promozione) dando vita all'S.S.A. Rieti, società che partecipa all'Eccellenza laziale; il Città di Rieti invece, raggiunta la Promozione come migliore seconda nei gironi di Prima Categoria, acquisisce il logo della precedente società e muta il proprio nome in A.S.D. F.C. Rieti 1936, ponendosi in continuità con la storia del club nato nel 1936.
La società di Leoncini, nonostante repentini cambi di allenatore, con una giornata di anticipo si laurea campione del proprio girone di Promozione, a discapito del già citato Monterotondo, ed ottiene il diritto di partecipare al successivo campionato di Eccellenza.
La S.S. Amatrice Rieti, arrivata a pari punti con la W3 Maccarese, vince lo spareggio per la testa del proprio girone di  Eccellenza e ottiene la promozione in Serie D; In seguito alla vittoria ai rigori contro il Terracina, la S.S.A. può vantarsi anche della prima Supercoppa Eccellenza Lazio, il titolo regionale di categoria. Il 12 luglio 2024, tuttavia, il Dipartimento Interregionale della L.N.D. comunica la formale rinuncia della società all'iscrizione in Serie D, lasciando l'F.C. Rieti come unica erede della tradizione sportiva reatina. La stagione 2024-2025 si chiude con il settimo posto in classifica.

## Colori e simboli

### Colori
I colori sociali sono l'amaranto ed il celeste, quelli propri della città. Questo abbinamento è unico in Italia, mentre è più diffuso in Inghilterra (claret and blue) in squadre come il West Ham.

### Simboli ufficiali

#### Stemma
Nel 1989, quando la squadra cambiò nome in S.C. Rieti, lo stemma era costituito da uno scudo bianco, diviso in quattro da linee amarantocelesti, dove comparivano quattro portali merlati.
Nel 1996, al cambio di nome in F.C. Rieti, lo stemma cambiò e divenne semplicemente lo stemma della città accompagnato dalla scritta "Football Club Rieti". Successivamente lo stemma venne modificato inserendo lo scudo della città in un ovale con sfondo a righe amarantocelesti, con la sigla "F C R" sopra allo scudo cittadino e sotto di esso l'anno della rifondazione "1996". Nel 2005, in seguito alla promozione in Serie C2, l'anno "1996" è stato sostituito con la data "2005" in memoria della promozione.
Nel 2012 lo stemma è stato sostituito con quello in uso fino al 2022 ed utilizzato (con leggere modifiche) dal 2023 al 2025.
Nel 2025, in vista dei prossimi 90 anni del club, è stato operato un ulteriore cambio di stemma.

Lo stemma della città, utilizzato come logo della squadra intorno agli anni 1990
Lo stemma utilizzato dal 2005 al 2012
Lo stemma utilizzato dal 2012 al 2022
Lo stemma utilizzato dal 2023 al 2025

## Strutture

### Stadio

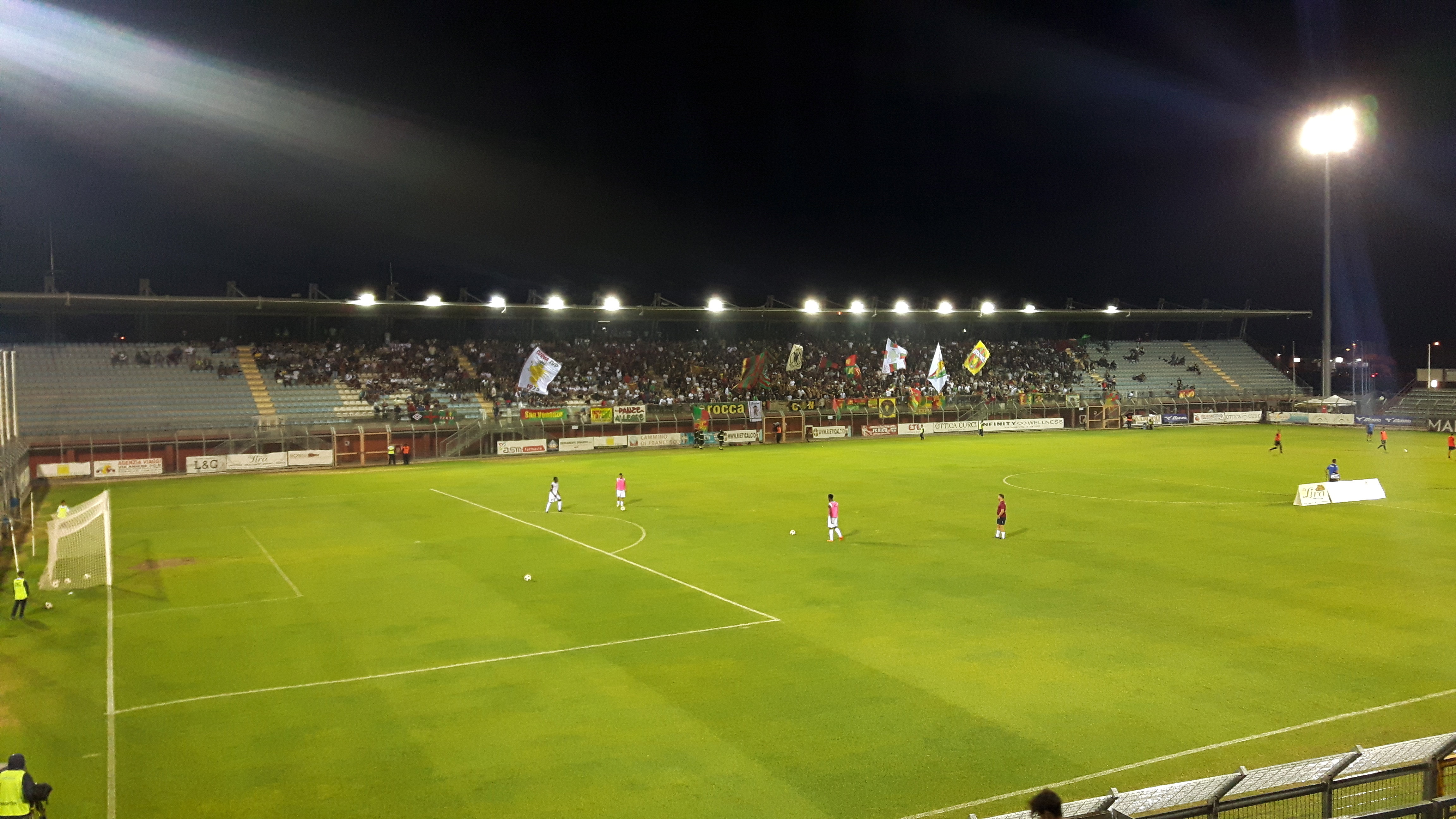
La tribuna Terminillo

Dalla sua fondazione e per circa sessant'anni, il Rieti ha disputato le proprie partite interne nello stadio di viale Fassini, appartenente al complesso industriale della Supertessile (industria tessile fondata dal barone Alberto Fassini, e che fu anche il primo sponsor del club).
Negli anni novanta, il vecchio stadio venne sostituito da una struttura più nuova e capiente, lo stadio Centro d'Italia-Manlio Scopigno (realizzato dal comune di Rieti e situato nel quartiere di Campoloniano), dove da allora il club disputa le proprie partite interne. Il Fassini, successivamente, fu invece riconvertito a stadio di rugby e intitolato a Fulvio Iacoboni.

## Società

### Sponsor
| Cronologia degli sponsor tecnici - ?-2017 Nike - 2017-2018 Umbro - 2018-2019 Kappa - 2019-2021 Mizuno - 2021-2022 Nike - 2022-2024 … - 2024- Mizuno | Cronologia degli sponsor ufficiali - 1936-1943 Supertessile - 1945-1946 Vaccarezza - 1946-2016 ... - 2016-2017 Conad - 2017-2018 Etatron D.S. - 2018-2021 Ottica Curci - 2021-2022 Moccia Frutta - 2022-2023 … - 2023- BigMat Ediltutto |

## Allenatori e presidenti
- 1936-1938 ...
- 1938-1939  Mario Magnozzi
- 1939-1941  Giuseppe Valenti
- 1941-1942  Pál Szalay
- 1942-1943 ...
- 1943-1945 Inattivo
- 1945-1946 ...
- 1946-1948  Ermes Borsetti
- 1948-1953 ...
- 1953-1955  Manlio Scopigno
- 1955-1957 ...
- 1957-1958  Manlio Scopigno
- 1958-1963 ...
- 1963-1966  Ermes Borsetti
- 1966-1967  Ermes Borsetti
 Guido Tavellin
- 1967-1973 ...
- 1973-1974  Roberto Melchiorri
- 1974-1975  Valentino Persenda
- 1975-1976  Marcello Alberici
- 1976-1978 ...
- 1978-1979  Cerusico
- 1979-1988 ...
- 1988-1989  Carlo De Angelis
- 1989-1990 ...
- 1990-1991  Paolo Berrettini
 Leonardo Acori
- 1991-1992  Elvio Salvori
- 1992-2004 ...
- 2004-2006  Sergio Pirozzi
- 2006-2007  Giuseppe Ferazzoli
 Roberto Borrello
 Giuseppe Ferazzoli
- 2007-2008  Luciano Marini
 Pietro Infantino
- 2008-2009  Antonio Pezzotti
 Pietro Infantino
- 2009-2010  Marco Schenardi
 Mario Apuzzo e  Pietro Mariani
 Salvatore Polverino
- 2010-2011  Simone Onesti
- 2011-2012  Fabrizio Paris
- 2012-2013  Arturo Di Napoli (1ª-12ª)
 Pietro Infantino (13ª-34ª)
- 2013-2014  Francesco Punzi
 Antonio Pezzotti e  Simone Onesti
 Roberto Gasparri
 Francesco Punzi
- 2014-2015  Carlo Pascucci (1ª-13ª)
 Loris Beoni (14ª-34ª)
- 2015-2017  Fabrizio Paris
- 2017-2018  Carmine Parlato
- 2018-2019  Ricardo Chéu (1ª-20ª)
 Ezio Capuano (21ª-38ª)
- 2019-2020  Alberto Mariani (1ª-7ª)
 Lorenzo Pezzotti (8ª-10ª)
 Bruno Caneo (11ª-18ª)
 Roberto Beni (19ª-25ª)
 Alberto Mariani (26ª-27ª)
 Bruno Caneo (28ª-30ª)
- 2020-2021  Stefano Campolo (1ª-21ª)
 Raffaele Battisti (22ª-34ª)
- 2021-2022  Alessandro Boccolini
- 2022-2023  Costantino Fabiani (1ª-4ª) (Città di Rieti)
 Mirko Pagliarini (5ª-28ª) (Città di Rieti)
 Stefano Lotto (Nuova Rieti Calcio)
- 2023-2024  Cristiano Di Loreto (giu.-lug.)
 Fabrizio Ferazzoli (1ª-4ª)
 Raffaele Battisti (5ª-20ª)
 Fabrizio Ferazzoli (21ª-34ª)
- 2024-2025  Lorenzo Pezzotti (1ª-6ª) 
 Raffaele Scudieri (7ª-15ª)
 Stefano Scaricamazza (16ª-34ª)

- 1936-1938  Mario Magnozzi
- 1938-1940  Giovan Battista Bertolotto
- 1940-1941  Francesco Cesario Pascali
- 1943-1945 Inattivo
- 1945-1947  Florido Floridi
- 1947-1948  Giulio Modesti
- 1948-1960  Sabatino Jacoboni
- 1960-1973  Giovanni Fioravanti
- 1973-1978  Marino Camponeschi
- 1978-1988  Mele
- 1988-1991  Chiani e  Chiavolini
- 1991-1996  Gaetano Papalia
- 1996-1997  Nunzio Rucci
- 1997-2003  Alberto Gianni
- 2003-2011  Stefano Palombi
- 2011-2012  Stefano Palombi e  Alberto Gianni
- 2012-2013  Riccardo Curci
- 2013-2015  Franco Fedeli
- 2015-2018  Riccardo Curci
- 2018-2019  Gianluca Marini
 Manthos Poulinakis
 Riccardo Curci
- 2019-2020  Riccardo Curci
 Giuseppe Troise (amm. unico)
 Riccardo Curci
- 2020-2021  Riccardo Curci
- 2021-2022  Franco Cicchetti
- 2022-2023  Diego Leoncini (Città di Rieti) 
  Federico Dionisi (Nuova Rieti Calcio)
- 2023-  Diego Leoncini

## Palmarès

### Competizioni interregionali
- Serie D: 2

2004-2005 (girone E), 2017-2018 (girone G)

### Competizioni regionali

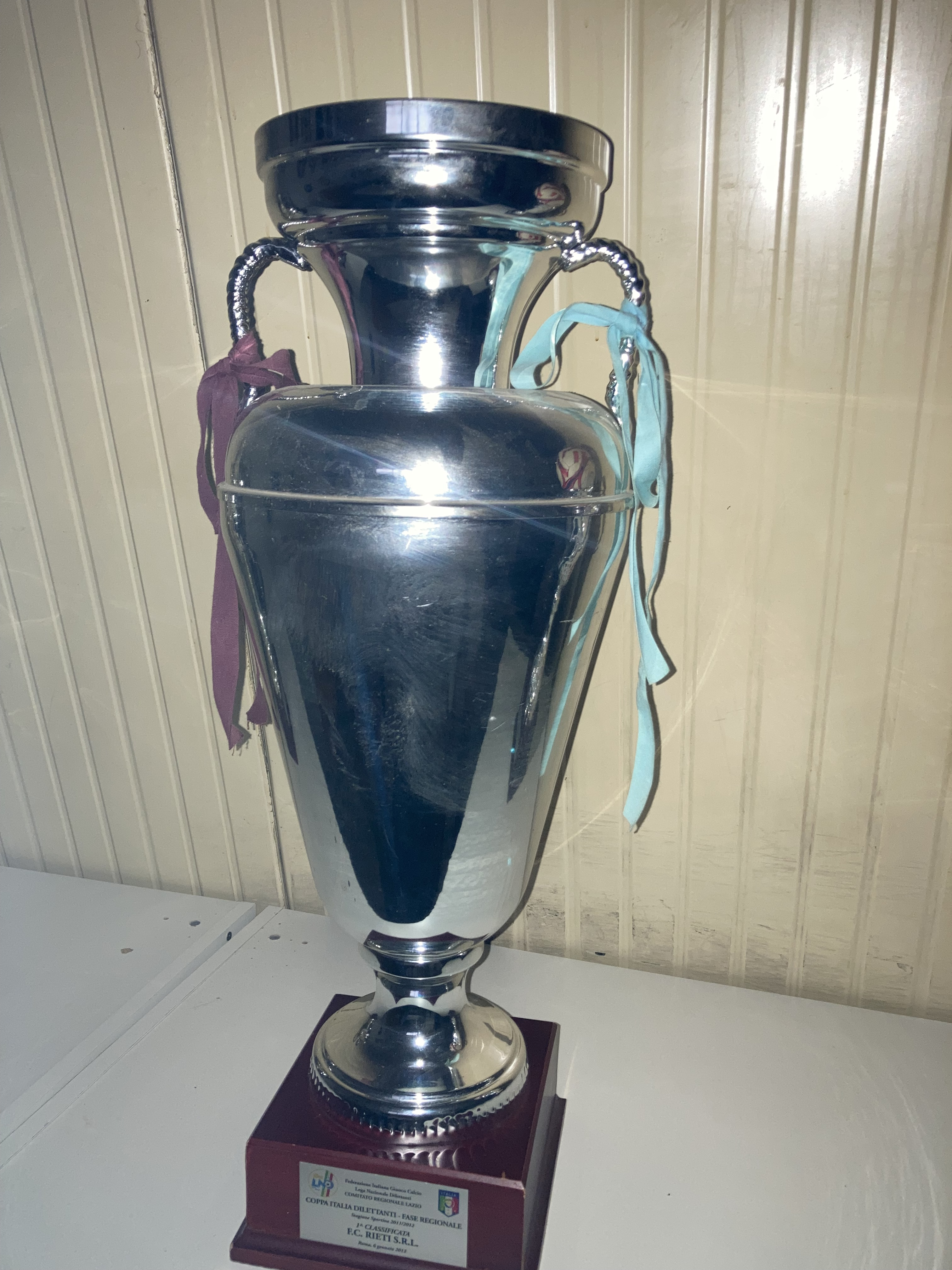
Trofeo della Coppa Italia Dilettanti Lazio 2011-2012 vinta dal F.C. Rieti contro il Pisoniano

- Prima Categoria: 2

1960-1961 (girone B), 1963-1964 (girone A)
- Promozione: 4

1973-1974 (girone A), 1978-1979 (girone A), 1988-1989 (girone B), 2023-2024 (girone B)
- Coppa Italia Dilettanti Lazio: 1

2011-2012

### Competizioni giovanili
- Campionato Juniores Dilettanti: 1

1997-1998

## Statistiche e record

### Partecipazione ai campionati nazionali
| Livello | Categoria                           | Partecipazioni | Debutto   | Ultima stagione | Totale |
| ------- | ----------------------------------- | -------------- | --------- | --------------- | ------ |
| 2º      | Serie B                             | 2              | 1946-1947 | 1947-1948       | 2      |
| 3º      | Serie C                             | 6              | 1938-1939 | 2019-2020       | 6      |
| 4º      | Promozione                          | 1              | 1948-1949 | 1948-1949       | 16     |
| 4º      | Serie D                             | 13             | 1959-1960 | 2021-2022       | 16     |
| 4º      | Serie C2                            | 2              | 2005-2006 | 2006-2007       | 16     |
| 5º      | Campionato Interregionale - 2ª Cat. | 1              | 1957-1958 | 1957-1958       | 21     |
| 5º      | Serie D                             | 11             | 1979-1980 | 2009-2010       | 21     |
| 5º      | Campionato Interregionale           | 4              | 1981-1982 | 1991-1992       | 21     |
| 5º      | Campionato Nazionale Dilettanti     | 5              | 1992-1993 | 1998-1999       | 21     |

### Partecipazioni ai campionati regionali
| Livello | Categoria       | Partecipazioni | Debutto   | Ultima stagione | Totale |
| ------- | --------------- | -------------- | --------- | --------------- | ------ |
| I       | Promozione      | 1              | 2023-2024 | 2023-2024       | 1      |
| III     | Prima Categoria | 1              | 2022-2023 | 2022-2023       | 1      |
| V       | Terza Categoria | 1              | 2022-2023 | 2022-2023       | 1      |

### Partecipazione alle coppe
| Competizione                    | Partecipazioni | Debutto   | Ultima stagione | Totale |
| ------------------------------- | -------------- | --------- | --------------- | ------ |
| Coppa Italia                    | 3              | 1938-1939 | 1940-1941       | 3      |
| Coppa Italia Semiprofessionisti | 1              | 1973-1974 | 1973-1974       | 5      |
| Coppa Italia Serie C            | 4              | 2005-2006 | 2019-2020       | 5      |
| Coppa Italia Serie D            | 14             | 1999-2000 | 2021-2022       | 14     |
| Poule Scudetto                  | 2              | 2004-2005 | 2017-2018       | 2      |
| Coppa Italia Dilettanti         | 1              | 2011-2012 | 2011-2012       | 1      |

## Tifoseria
Il primo gruppo ultras amarantoceleste è nato alla fine degli anni '80 con i Warriors Rieti 1987; il principale raggruppamento ultras corrente è quello del Commando Ultrà Rieti 1997, che ha seguito l'S.S.A. Rieti fino alla sua scomparsa. Per dissidi con le figure dell'attuale dirigenza del F.C. Rieti, il gruppo ha interrotto la sua presenza alle partite, senza tuttavia sciogliersi. A luglio 2025, appianate le suddette divergenze, il gruppo ha annunciato sulla propria pagina Instagram il suo ritorno allo stadio a partire dalla stagione 2025-2026.
Complice questo motivo e, più in generale, il poco seguito del calcio nel reatino, le gare in casa nella stagione 2024-2025 hanno visto riempita una piccolissima percentuale dei diecimila posti dello stadio. Anche negli anni del professionismo la media non superava il migliaio, rimanendo stabile intorno alle 500 persone. 
La media era nettamente più alta negli anni della Serie B disputati al Fassini, quando si aggirava sui 2000 spettatori.

### Gemellaggi e rivalità
La tifoseria amarantoceleste intrattiene un gemellaggio con quella del Civitavecchia e dell'Albalonga, ed è in amicizia con i tifosi della Lodigiani.
La rivalità più sentita dai tifosi reatini è quella con i tifosi della Viterbese, ma anche con Ladispoli, S.F.F. Atletico, con il Monterotondo e con quello che fu il Monterosi. 
In passato gli scontri tra Rieti e Alba Roma, che arrivarono anche a svolgersi nel contesto della Serie B 1946-1947, furono decisivi per la salvezza del Rieti e la retrocessione dell'Alba. In precedenza le due compagini si affrontarono in Serie C e successivamente si incontrarono di nuovo nei campionati dilettantistici. Lo scioglimento dell'Alba ha comportato la fine della rivalità.